# Degodia
Degodia (somali: dagoodiye) és un subclan somali, branca del clan gugudhabe, que és un dels clans del grup de clans hawiye.
Viuen a la zona de frontera entre Somàlia, Etiòpia i Kenya, i a algunes zones de la Somàlia central. Parlen un dialecte que és considerat com el somali original. Van estar governats per un wabar (sobirà) fins al segle xx, quan van quedar dividits entre tres estats. Són excel·lents pastors.